# Teleclub
Los teleclubs fueron centros comunitarios promovidos durante el franquismo en España, en zonas rurales con menos de 10 000 habitantes, cuyo objetivo era proporcionar acceso colectivo a la televisión y servir como espacios de convivencia y formación cultural.

## Origen
El concepto de teleclub tiene su origen en Canadá en 1939, a través de un modelo creado por la ONU para impulsar la educación en las zonas rurales. Sin embargo, fue en Francia en 1950 donde se solidificó el modelo que terminaría llegando a España. Este modelo también empezó a utilizarse en Japón en 1956 y pocos años después, en la India.

## Implementación y oferta social en España
El término «teleclub» se creó a imitación del concepto «cineclub». Surgieron a mediados de los años 60 con el objetivo de atender la escasez de televisores en casas de particulares y la limitada cobertura televisiva en el medio rural, y para disminuir la brecha cultural entre centros urbanos y zonas rurales. Aunque su objetivo inicial fue facilitar el acceso a un televisor en un entorno social, terminaron convirtiéndose en centros de socialización, progreso, integración y diálogo comunitario.
Fueron promovidos por Manuel Fraga, ministro de información y turismo a través de la Junta Central de Información, Turismo y Educación Nacional (JCITE) e inicialmente apoyados por agentes de Extensión Agraria. El ministerio prestaba a los teleclubs una carta de servicios culturales y medios audiovisuales, biblioteca, mobiliario, asistencia técnica y la formación necesaria. Sus bibliotecas contaban con entre 100 y 200 libros divididos en literatura infantil, juvenil, clásica, contemporánea, de temática religiosa, política o profesional y dedicada al hogar y a la mujer. El primer teleclub se inauguró en Matilla la Seca, Zamora, en 1964.
En el consejo de ministros celebrado el 27 de noviembre de 1964 se informó de la constitución de la Red Nacional de Teleclubs (RNT), que llegó a incluir entre 4500 y 6000 centros tanto en la España peninsular como insular, Ceuta y Melilla. Los teleclubs también llegaron a Guinea Ecuatorial, que hasta 1968 no logró la independencia de España. Según los propios datos de la JCITE, en 1971 existían 4414 teleclubs, que contaban con 654 750 socios inscritos y 3227 monitores de formación.

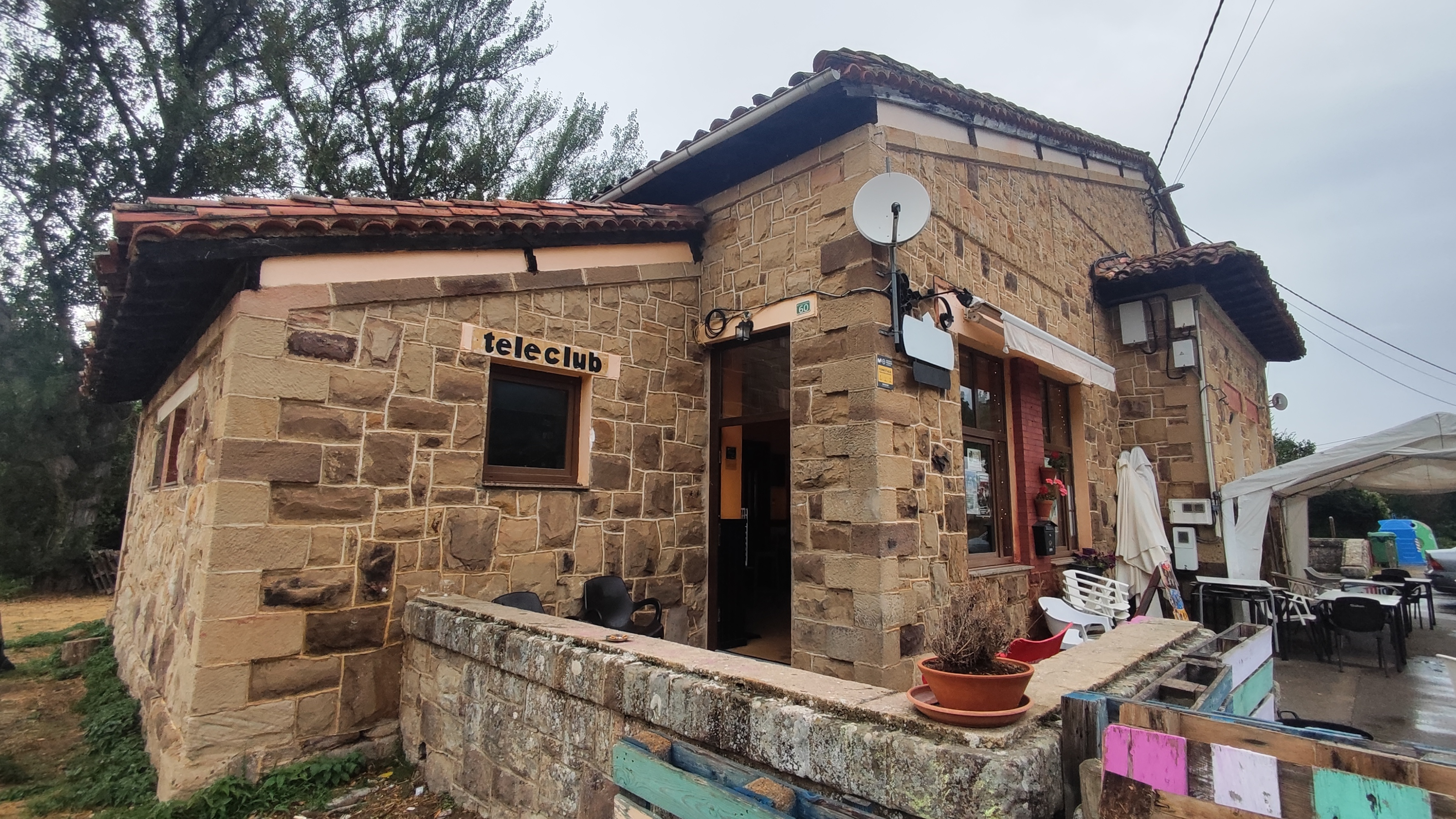
Teleclub en San Martín de Elines, Cantabria

Narrativas locales como la del valle de Bedoya (Cantabria) destacan que los primeros teleclubs (como Esanos en Liébana) se fundaron en 1965, y muchos surgieron dentro de escuelas o locales municipales.
En el programa de TVE Tele-club (1968‑1970), se reflejaba la importancia de estos espacios rurales como receptores clave de la programación televisiva y como centros de interés agrario y cultural.

## Contexto político
A mediados de los años 1950, a espaldas del régimen franquista, se formaron grupos sociales en viviendas, cuadras y locales varios, como salas improvisadas de televisión. En lugar de intentar dispersar estos grupos, se decidió legislarlos y regularlos mediante el intervencionismo, ya que se consideraron posibles fuentes de debates ideológicos o políticos.
La primera demostración de televisión en España tuvo lugar gracias a las buenas relaciones entre España y Alemania en ese momento. Los alemanes, que ya contaban con su propio teleclub, las , 'salas de televisión', le enseñaron a Franco el poder de propaganda del medio.
A través de la televisión, se difundió un nuevo modelo de mejora de condiciones de vida siguiendo consignas políticas con el objetivo del desarrollo y mantenimiento del régimen franquista. Sin embargo, estos centros terminaron convirtiéndose en una urbe de ocio y cultura en las zonas rurales. 
Según Luis Herrero Martín, antiguo trabajador de la Red Nacional de Teleclubs y asesor de educación popular de la misma, la RNT aportó un modelo de educación popular diferente al que ya había planteado el propio régimen franquista a través de las instituciones que habían creado, como pueden haber sido el Frente de Juventudes o el Patronato de Cultural Popular.
Para fomentar el uso del televisor, se eliminó el impuesto por artículo de lujo que se le había adjudicado en un principio, y se creó toda una red de receptores por España para permitir la llegada de la señal de Televisión Española, en aquel entonces el único canal disponible. De esta forma se reguló en las zonas rurales, donde la falta de recursos económicos era más pronunciada, el uso de la televisión. Sumado además a las actividades y recursos proporcionados por el régimen franquista, se podía controlar mejor el contenido consumido por la población rural.
Gracias a este control ejercido sobre los teleclubs, las personas y gerentes se convertían tanto en usuarios como en vigilantes. Para mantener esos centros sociales era necesario que no surgieran grupos antifranquistas, y ante cualquier indicio, se vieran obligados a tener que informar del suceso que se hubiera presenciado.

## En los medios

### Documentales
- Alfonso Ungría grabó en 1969 Vida en los Teleclubs, un documental basado en los teleclubs de Galicia. Fue un cortometraje en color rodado en 35mm, de 27 minutos de duración. Fue grabado para la colección de NO-DO, un noticiero propagandístico del régimen franquista. Este documental le costó su puesto en la empresa, ya que a los directivos no les gustó que en el documental aparecieran cooperativistas (asociación prohibida durante el régimen) ni que se hablara en gallego, lengua no oficial en ese momento.[19] El documental formó parte en 2023 de la iniciativa Flores en la Sombra, de la Filmoteca Española.[20] El documental recibió un Diploma de Honor en la edición de 1969 del Certamen Internacional de Cine Documental y Cortometraje de Bilbao.[21]

- El 9 de mayo de 2025 se estrenó el documental Teleclub, en el Festival de Cine Rural y de Montaña de Cervera de Pisuerga. En el documental se habla del pasado y el presente de los teleclubs de las zonas rurales de Palencia a través de entrevistas personales con sus antiguos usuarios.[22]

## Evolución y legado
En 1979 empezó a decaer la política de implantación de teleclubs, y a partir de los años 1980 comenzaron a decaer como infraestructura oficial. El Ministerio de Cultura, por una orden del 21 de mayo de 1980, obligó a los teleclubs a inscribirse oficialmente como asociaciones culturales, y muchos terminaron transformándose en centros culturales o sociales municipales.

### Lanzarote
En Lanzarote (Canarias), los teleclubs han encontrado una segunda vida como espacios de restauración familiar y gastronomía local; actualmente sobreviven alrededor de 50 teleclubs, especialmente en pueblos pequeños. Funcionan como locales de hostelería familiar gestionados mediante concesión municipal y combinan cocina canaria con actividad cultural y social.
Algunos de los platos canarios típicos ofrecidos en los teleclubs de Lanzarote son la carne guisada de cabra, el caldo de millo, quesos fritos y los churros de pescado.

### Palencia

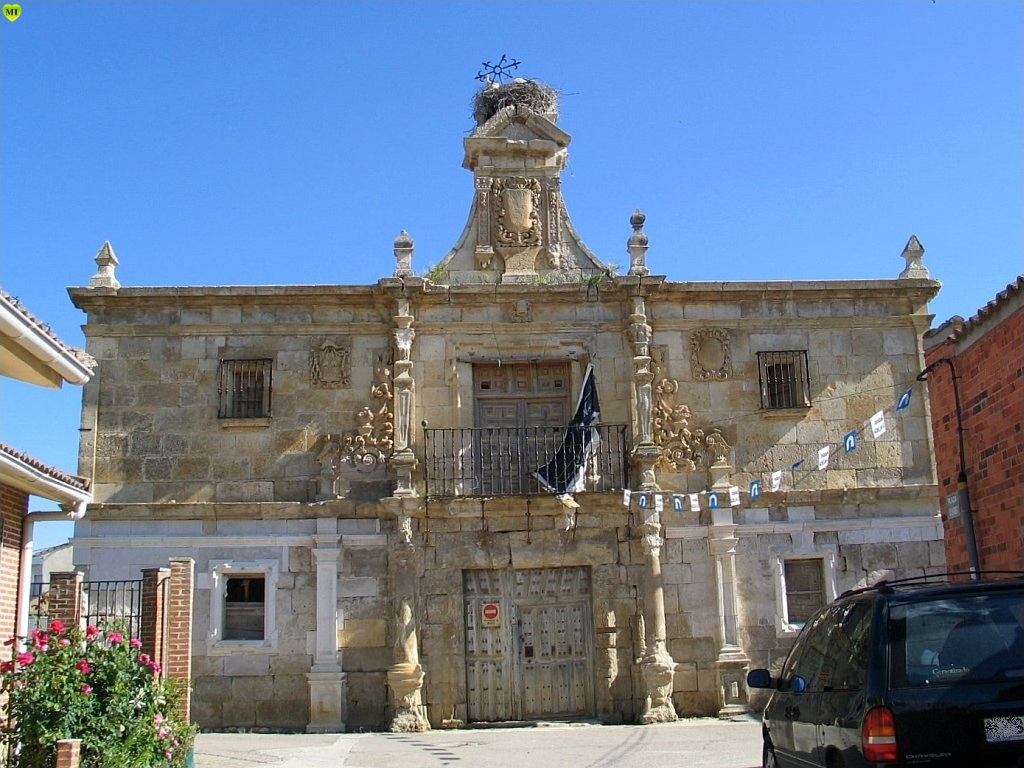
Edificio que, en la década de 1960, albergaba un teleclub en Villamartín de Campos (Palencia)

La Diputación de Palencia ofrece subvenciones económicas para la restauración de antiguos teleclubs con el objetivo de transformarlos en centros culturales. Desde 2019, se han ofrecido ayudas por un importe cercano a los 2 400 000 €. Además, a través de sus Planos Provinciales, entre 2019 y 2024 se han proporcionado casi 1 200 000 € para favorecer la reforma o apertura de nuevos teleclubs, y contratos públicos para las personas que los gestionen. Un ejemplo de teleclub en esta provincia es el de Villamartín de Campos en la década de los años 1960, ubicado en la primera planta del edificio que hoy es denominado como Palacio.